# Леандро да Сілва
Леандро да Сілва (порт.-браз. Leândro da Silva; 26 червня 1985, Ітумбіара, Гояс, Бразилія) — бразильський футболіст, півзахисник.

## Кар'єра
Почав кар'єру в клубі «XV листопада» з міста Пірасікаба, вихованцем якого був.

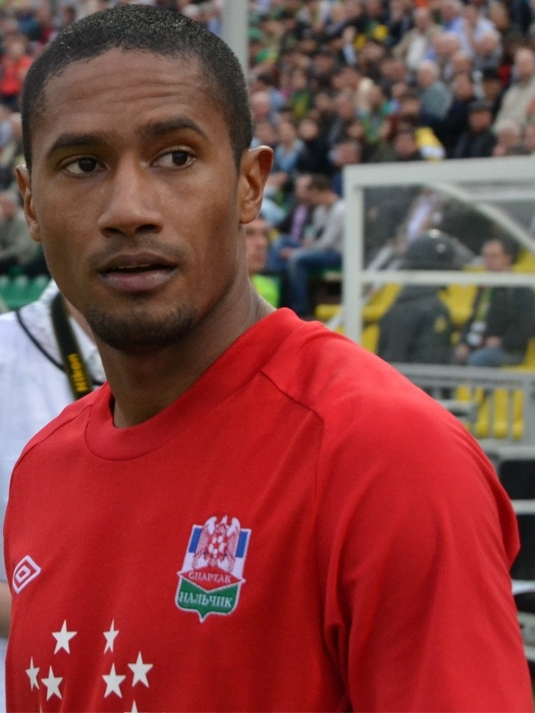
Леандро у складі «Спартака-Нальчика»

У 2006 році виїхав у Польщу, де півроку виступав за «Погонь». У наступному сезоні перейшов у угорський «Капошварі», який заплатив за трансфер бразильця 50 тис. євро, там він провів сезон.
В кінці 2007 року разом з партнером по команді Андре перейшов в клуб «Луч-Енергія» за 200 тис. євро; бразилець вважає цей перехід найбільшим досягненням у кар'єрі. У складі владивостоцького клубу дебютував 12 липня 2008 року в матчі 13-го туру РФПЛ з «Амкаром», а всього провів за команду 19 матчів в чемпіонаті. В середині чемпіонату в послугах Леандро був зацікавлений іспанський «Депортіво», але угода не відбулася. По закінченні сезону, що завершився для клубу вильотом, керівництво «Луча» ухвалило рішення розірвати контракт з кількома футболістами, включаючи Леандро.
7 лютого 2009 року став гравцем клубу «Спартака-Нальчик». У його складі провів у Прем'єр-лізі 77 матчів і забив 16 голів.
У 2011 році перейшов у київський «Арсенал», у складі якого дебютував в Лізі Європи, встигнувши за одну гру віддати дві гольові передачі.
В середині лютого 2013 року було оголошено про перехід Леандро в «Кубань» на правах оренди до кінця сезону. Провів за «Кубань» 7 матчів у Прем'єр-лізі і 1 зустріч в Кубку Росії, після чого влітку 2013 року став гравцем «Волги», де виступав до березня 2016 року, після чого покинув клуб на правах вільного агента.
28 січня 2017 року підписав контракт на півтора року зі «Сталлю» (Кам'янське).